# Damora lilicina
Damora lilicina är en fjärilsart som beskrevs av Charles Oberthür 1914. Damora lilicina ingår i släktet Damora och familjen praktfjärilar. Inga underarter finns listade i Catalogue of Life.